# 아르만도 피키
아르만도 피키(이탈리아어: arˈmando ˈpikki; 1935년 6월 20일, 토스카나 주 리보르노 ~ 1971년 5월 27일, 리구리아 주 산레모)는 이탈리아의 전 축구 선수이자 감독이다. 주로 후방 수비수를 맡던 그는 "위대한 인테르"(La Grande Inter)의 주장이었다.

## 클럽 경력

### 초기 경력
리보르노 출신인 피키는 인근 리보르노에서 축구를 시작했다. 1959년, 그는 SPAL을 거쳐 전성기의 대부분을 밀라노 연고 강호 인테르나치오날레에서 보냈다.

### 위대한 인테르의 주장

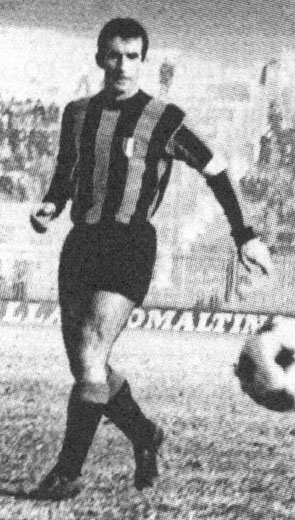
1960년대 중반, 인테르나치오날레의 주장을 맡은 피키

다재다능한 수비수인 피키는 처음에 SPAL 시절처럼 우측 수비를 맡았다. 1961-62 시즌 도중, 전설적인 위대한 인테르(Grande Inter)의 엘레니오 에레라 감독은 그를 실험삼아 최후방 수비수로 옮겨놓았다. 역할 변화는 성공적이었다. 그는 선수단의 견고한 수비 중추였고, 간접적으로 타르치시오 부르니치와 자친토 파케티의 지도자로서 본보기를 보여주었다. 당시 인테르나치오날레는 브루노 볼키가 주장을 맡았었다.
볼키가 엘라스 베로나로 떠나면서, 피키가 그를 이을 새 주장으로 선임되었다. 인테르나치오날레는 그의 주장 임기에 위대한 인테르로 거듭나 1960년대에 작은 방패를 3번 땄고, 유러피언컵을 2번, 그리고 인터콘티넨털컵도 2번 땄다.

### 말년
인테르나치오날레를 떠난 그는 바레세에서 2년을 활약하고 1969년에 34세의 나이로 축구화를 벗었다.

## 국가대표팀 경력
그는 인테르나치오날레에서 대륙간 대회 우승하기 몇 달 앞두고 6-1로 이긴 핀란드와의 1964년 11월 경기에서 이탈리아 국가대표팀 무대에 첫 발을 디뎠다. 그러나, 당시 이탈리아 국가대표팀 감독이었던 에드몬도 파브리는 피키가 지나치게 수비적이라는 이유로 전력 외로 판단했고, 잉글랜드에서 열린 1966년 월드컵 선수단에서 피키를 배제했다.
피키는 페루초 발카레지의 임기에 자주 유로 1968 예선전에 출전했다. 그러나, 1968년 4월에 불가리아와의 경기에서 골반 골절로 대회 본선에 낙마했고, 그 후로 푸른 군단 경기에 더 출전하지 못하고 12경기 출전에 그치게 되었다.

## 경기 방식

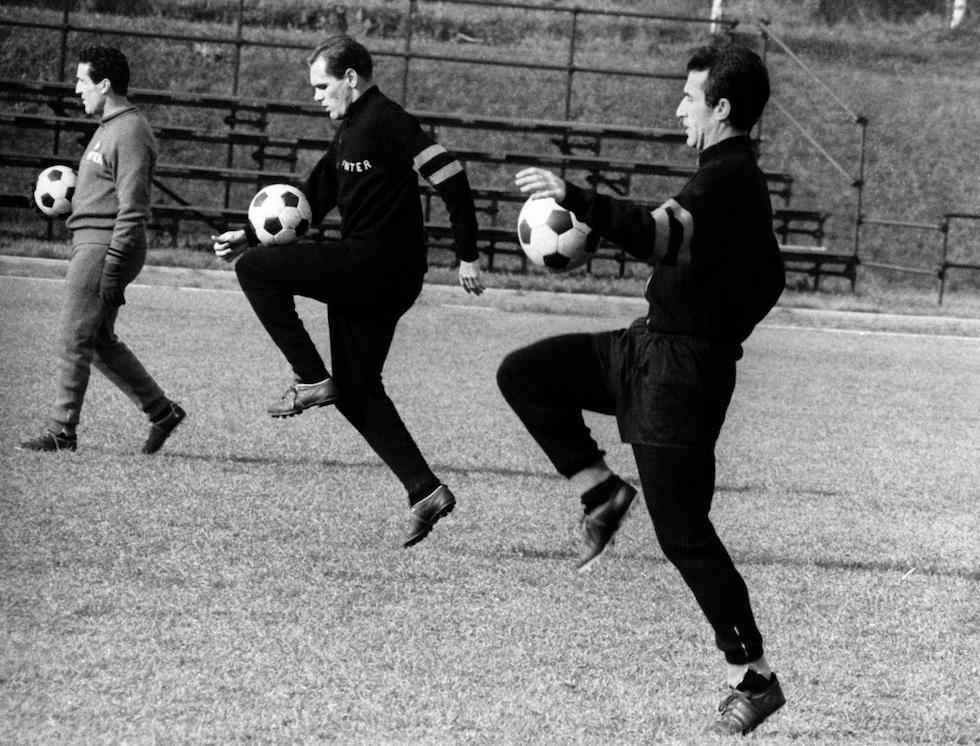
왼쪽에서 오른쪽으로: 1966년 흑청 군단(Nerazzurri) 훈련의 피키, 루이스 비니시우, 그리고 엘레니오 에레라 감독

빠르고, 다재다능하며, 끈질긴 수비수인 피키는 공격수나 중앙, 혹은 수비형 미드필더로 시작해 우측 수비수로 전향해 두각을 나타냈지만, 결국에는 최후방 수비를 대게 맡게 되었다. 피키는 전형적인 구형 최후방 수비수로, 수비력에 두각을 나타내며, 강인하고, 공을 회수하고, 가로채고, 최후방에서 걷어냈는데, 신장이 작기에 공중 경합력이 좋지 않았다. 보다 전통적으로 수비형 선수였지만, 간혹 전방으로 쇄도해 중원으로 공을 끌고가거나, 기술력과 경기를 읽는 능력으로 후방에서 경기를 전개하기도 했다. 이탈리아의 손꼽히는 수비수로, 당대 최고의 최후방 수비수였던 그는 전술 지능과 현장에서의 지도자 역량으로 수비진을 조율하고 동료들을 독려했다.

## 감독 경력과 최후

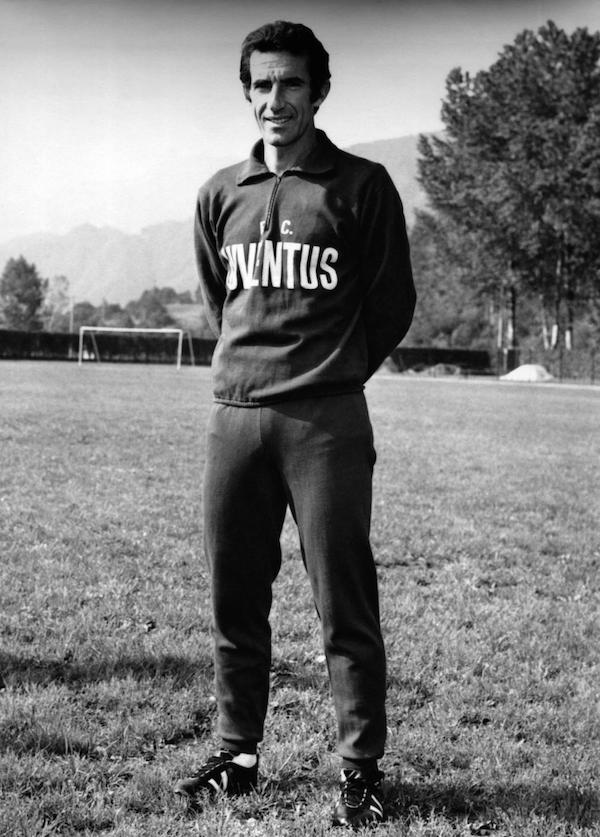
1970-71 시즌, 유벤투스를 맡은 피키

현역 은퇴 후, 피키는 1969년에 감독일을 시작했다. 그는 바레세, 리보르노, 그리고 유벤투스를 이끌었는데, 유벤투스 감독직은 1971년 2월 16일에 암 진단을 받아 입원할 때까지 맡았고, 결국 그의 짧은 감독 경력은 막을 내렸다. 3달 후, 그는 향년 35세로 왼쪽 갈비뼈의 종양이 퍼지면서 영면에 들었다.

## 유산
1971년, 그가 영면에 든 후, 메모리알 아르만도 피키가 그를 기리기 위한 대회로 진행되었다. 같은 해 10월 21일, 그를 기리기 위해 아르만도 피키 칼초 축구단이 창단했다.
1990년, 친정 리보르노의 안방 구장이 그의 이름을 따 개칭되었다.

## 수상
인테르나치오날레
- 세리에 A: 1962–63, 1964–65, 1965–66
- 유러피언컵: 1963–64, 1964–65
- 인터콘티넨털컵: 1964, 1965

개인
- 이탈리아 축구 명예의 전당: 2021[12]